# Adel Taarabt
Adel Taarabt (ur. 24 maja 1989 w Berre-l’Étang, Francja) – marokańsko-francuski piłkarz, występujący na pozycji ofensywnego pomocnika w emirackim klubie Szardża FC. W latach 2009-2022 reprezentant Maroka. Uczestnik Pucharu Narodów Afryki 2012.

## Kariera klubowa
Adel Taarabt zawodową karierę rozpoczynał w RC Lens. W styczniu 2007 roku przebywał na wypożyczeniu w Tottenhamie Hotspur. Zdążył się szybko zintegrować z resztą składu i dostał szansę treningów z pierwszym zespołem Tottenhamu. W ciągu dwóch miesięcy zdążył zaliczyć oficjalny debiut w Premier League. W chwili pierwszego występu miał 17 lat. Było to spotkanie z West Ham United, które zakończyło się zwycięstwem „Kogutów” 4-3. 8 czerwca 2007 roku Tottenham potwierdził, że Taarabt podpisał kontrakt z klubem. Adel swój pierwszy występ w sezonie 2007/2008 zanotował przeciwko Derby County. 13 marca 2009 roku został wypożyczony do Queens Park Rangers. Po rozegraniu siedmiu spotkań w tej drużynie, pod koniec kwietnia z powodu kontuzji powrócił do drużyny Spurs. W lipcu Taarabt ponownie trafił do tego zespołu. W sezonie 2009/2010 był podstawowym zawodnikiem, rozegrał 41 ligowych spotkań i strzelił siedem goli.
5 sierpnia 2010 definitywnie trafił do Queens Park Rangers, podpisując trzyletni kontrakt z tym klubem. Kwota transferu wynosiła 775 000 euro. W sezonie 2011/2012 jego bramka z Arsenalem (2-1 dla QPR) i z Tottenhamem (1-0 dla QPR) dawały zwycięstwo beniaminkowi. Dopiero pod koniec sezonu zaczął prezentować wymagany poziom.
W 2013 roku po tym, jak klub spadł z Premier League, odszedł na wypożyczenie do Fulham F.C. 30 stycznia 2014 roku został wypożyczony ponownie, tym razem do włoskiego Milanu.
W czerwcu 2015 podpisał pięcioletni kontrakt z Benfiką Lizbona.
8 stycznia 2017 potwierdzono wypożyczenie Taarabta z Benfici do Genoi

## Kariera reprezentacyjna
Taarabt występował w młodzieżowych reprezentacjach Francji: U-16, U-17 oraz U-18, jednak 11 lutego 2009 zadebiutował w reprezentacji Maroka w towarzyskim meczu przeciwko reprezentacji Czech. Pierwszego gola w kadrze strzelił 31 marca 2009 roku w wygranym 2:0 spotkaniu z reprezentacją Angoli.